# Franziska zu Hohenlohe-Waldenburg-Schillingsfürst

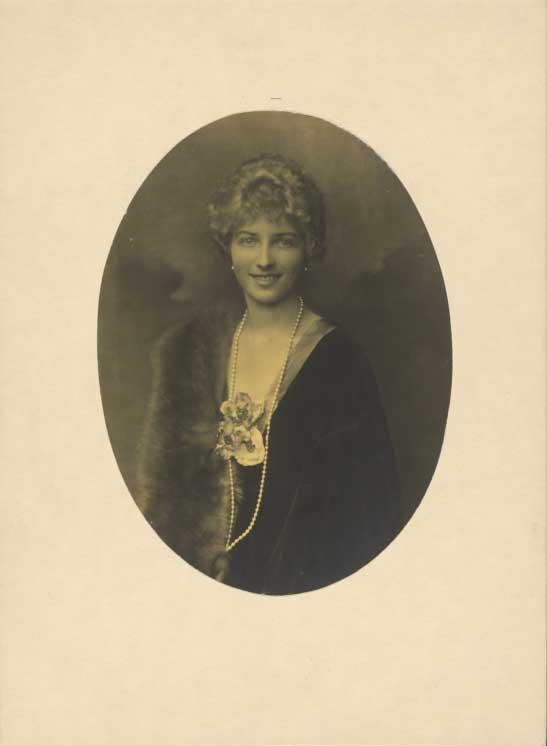
Franziska Maria Anna zu Hohenlohe-Waldenburg-Schillingsfürst

Franziska Maria Anna zu Hohenlohe-Waldenburg-Schillingsfürst (* 21. Juni 1897 in Teplitz; † 12. Juli 1989 in Salzburg) war eine geborene Prinzessin aus dem Haus Hohenlohe-Waldenburg und später die Ehefrau des Erzherzogs Maximilian Eugen von Österreich. 1919 verlor sie gemäß Adelsaufhebungsgesetz ihre Titel.

## Leben
Franziska war die Tochter von Prinz Konrad zu Hohenlohe-Waldenburg-Schillingsfürst und seiner Gattin Gräfin Franziska von Schönborn-Buchheim (1866–1937).

## Ehe und Nachkommen
Sie ehelichte am 29. November 1917 in Laxenburg Erzherzog Maximilian Eugen von Österreich, den Sohn von Erzherzog Otto Franz Joseph von Österreich und der Prinzessin Maria Josepha von Sachsen. Aus der Ehe gingen zwei Söhne hervor:
- Ferdinand Habsburg-Lothringen (* 1918 in Wien; † 2004 in Ulm); ⚭ 1956 Helene Gräfin zu Törring-Jettenbach (* 1937)
- Heinrich Karl Maria Habsburg-Lothringen (* 1925 in München; † 2014); ⚭ 1961 Ludmilla Gräfin von Galen (* 1939)

Nach dem Ende der Monarchie lebte sie als „Gräfin von Wernberg“ (in der Gesellschaft bekannt als „Erzfanny“) in München und am Starnberger See. In München führte sie einen gutgehenden und sehr eleganten Modesalon.